# Jan Franciszek Gumowski
Jan Franciszek Gumowski herbu Topór (zm. w 1729 roku) – chorąży sanocki w latach 1724–1728, łowczy lwowski w latach 1716–1723.
Był posłem ziemi sanockiej na sejm 1720 roku.